# Girls' Generation
Girls' Generation (Hangul: 소녀시대; Sonyeo Sidae), znana tudi kot SNSD, je južnokorejska dekliška skupina, ki jo je ustanovilo podjetje S.M. Entertainment leta 2007. Skupina je sestavljena iz osmih članic: Taeyeon, Sunny, Tiffany, Hyoyeon, Yuri, Sooyoung, Yoona, in Seohyun. Prvotno kot devetčlanska skupina (Jessica je skupino zapustila septembra 2014) so Girls' Generation leta 2007 debitirale z istoimenskim albumom. Čeprav je album pritegnil pozornost, je skupina zaslovela šele leta 2009 s skladbo Gee, ki je končala na prvem mestu glasbene oddaje Music Bank rekordnih devet zaporednih tednov in je bila izbrana za južnokorejsko skladbo desetletja za obdobje med letoma 2000 in 2010. Girls' Generation so še bolj utrdile svojo priljubljenost na korejski glasbeni sceni s singli Tell Me Your Wish (Genie), Oh!, in Run Devil Run, ki so izšli med letoma 2009 in 2010.
Leta 2010 so Girls' Generation podpisale z Nayutawave Records (današnji EMI Records Japan) in vstopile na japonsko glasbeno sceno. Njihov prvi japonski album, Girls' Generation, ki je izšel junija 2011, je dosegel milijonsko prodajo in je postal prvi japonski album dekliških skupin izven Japonske, ki mu je to uspelo. Tretji korejski studijski album The Boys je izšel oktobra 2011 in je postal najbolje prodajan album leta 2011 v Južni Koreji z več kot 380.000 prodanimi izvodi. Posneta je bila tudi angleška različica singla The Boys, izdana pri Interscope Records, v želji razširitve na globalno glasbeno sceno. Četrti korejski studijski album je izšel leta 2013, imenovan I Got a Boy, z istoimenskim singlom, ki je osvojil prestižno nagrado za video leta na prvih YouTube glasbenih nagradah novembra 2013. Njihov peti korejski studijski album, Lion Heart, je izšel leta 2015. Leta 2017, ob desetletnici nastanka skupine, so Girls' Generation izdale šest korejski studijski album, Holiday Night.
Velika priljubljenost skupine v njihovi domači državi jim je prinesla številna priznanja in nazive, kot so »državna dekliška skupina« in »državne pevke«. Girls' Generation so prva dekliška skupina na svetu, ki so dosegle več kot 100 milijonov ogledov na YouTube s petimi različnimi skladbami. Na Japonskem so prva tuja dekliška skupina, ki je na japonski glasbeni lestvici Oricon Albums Chart imela tri prvouvrščene albume. Njihove tri japonske koncertne turneje so privabile rekordnih 550.000 gledalcev, kar je več od katerekoli druge korejske dekliške skupine.

## Ime
Izvirno korejsko ime skupine je So-nyuh Shi-dae (hangul: 소녀시대; dobesedno Generacija deklet); znane so tudi kot SoShi (소시) ali SNSD, oboje kot okrajšava njihovega korejskega imena. Na Japonskem je skupina znana kot Shōjo Jidai (japonsko: 少女時代), na Kitajskem pa kot Shàonǚ Shídài (kitajsko: 少女时代).

## Zgodovina

### 2000–2008: Nastanek in prvenec
Nekatere članice so bile vključene v zabavno industrijo že pred nastankom skupine. Yoona je šla skozi 200 avdicij za glasbene spote, drame, in filme preden je postala pevka. Sooyoung je bila dejavna na japonski glasbeni sceni kot članica pop dueta Route θ, ki je leta 2003 po enem letu delovanja razpadel.
Prva članica, ki se je pridružila agenciji S.M. Entertainment, je bila Jessica Jung leta 2000, potem ko so njo in njeno mlajšo sestro Krystal Jung med družinskimi počitnicami v Južni Koreji med nakupovanjem opazili zaposleni v agenciji in ji ponudili nastop na avdiciji.
Istega leta sta bili agenciji priključeni Sooyoung in Hyoyeon preko natečaja 2000 S.M. Open Audition. Naslednjega leta se je agenciji priključila Yuri kot drugouvrščena na tekmovanju 2001 S.M. Youth Best Dancer. Yoona je bila priključena leta 2002 preko S.M. Saturday Open Casting Audition. Seohyun, najmlajšo članico skupine, so skavti agencije opazili na podzemni železnici leta 2003 in ji ponudili nastop na avdiciji.
Vodja skupine, Taeyeon, se je pridružila leta 2004 kot zmagovalka S.M. Youth Singing Competition. Istega leta se je Tiffany udeležila S.M.-jeve avdicije v Los Angelesu. Agenciji se je pridružila oktobra 2004.
Kot zadnja je bila dodana Sunny, ki se je sprva agenciji pridružila že leta 1998. Po petih letih se je preselila k agenciji Starworld. Leta 2007 se je na priporočilo japonske pevke Ayumi Hamasaki vrnila k S.M. in postala članica Girls' Generation.
Julija 2007 so Girls' Generation imele prvi oderski nastop na televizijski oddaji School of Rock, kjer so nastopile z njihovim prvim singlom, Into the New World. V začetku avgusta je imela skupina prvi uraden nastop na glasbeni oddaji Inkigayo. Novembra so izdale svoj prvi album, imenovan Girls' Geneartion. Album je postal 12. najbolje prodajan korejski album leta 2007 s prodanimi 56.804 kopijami. Do leta 2009 je številka presegla 120.000 prodanih kopij.
Marca 2008 je bil album ponovno izdan pod imenom Baby Baby.

### 2009–2010: Preboj in japonski prvenec
Čeprav so Girls' Generation pritegnile nekaj pozornosti z njihovim prvim albumom, je skupina postala slavna šele leta 2009. 9 januarja 2009 je skupina izdala njihov prvi extended play Gee, ki je prodal preko 100.000 kopij v Južni Koreji. Istoimenski naslovni singel je postal številka ena na glasbenem programu Music Bank samo teden dni po izdaji, in se je obdržal na vrhu rekordnih devet zaporednih tednov, kar je bil rekord vse do leta 2012, ko je PSY s svojo uspešnico Gangnam Style bil številka ena deset zaporednih tednov. Gee je postal tudi najbolje prodajan singel leta 2009. Drugi extended play skupine, imenovan Tell Me Your Wish (Genie), je bil izdan junija 2009. EP je prodal rekordnih 50.000 kopij v prvem tednu izdaje.
Novembra 2009 je S.M. Entertainment najavil prvo koncertno turnejo, imenovano Into The New World. Vstopnice za korejske koncerte so bile razprodane v treh minutah. Koncerta turneja je vsebovala koncerte v domačem Seulu decembra 2009, v Šanghaju aprila 2010, in Tajpeju oktobra 2010.
Drugi studijski album Oh! je bil izdan januarja 2010; do leta 2014 je bilo prodanih 234.500 kopij. Istoimenski naslovni singel je bil drugi najbolje prodajan singel leta 2010 v Južni Koreji, z 3.3 miljone prodanimi kopijami. Album Oh! je bil marca 2010 ponovno izdan pod imenom Run Devil Run.
Sredi leta 2010 so Girls' Generation podpisale z Nayutawave Records (današnji EMI Records Japan) v želji vstopiti na japonski glasbeni trg. Prva japonska izdaja je bil DVD, imenovan New Beginning of Girls' Generation, ki je izšel avgusta 2011 in je vseboval sedem glasbenih spotov in posebne bonus posnetke. Prodanih je bilo 60.000 kopij, Recording Industry Association of Japan (RIAJ) pa mu je dodelil zlat certifikat. Septembra 2010 so Girls' Generation izdale japonsko različico singla Genie. Singel je dosegel četrto mesto na japonskem Oricon Singles Chart in je prejel platinasti certifikat za digitalno prodajo, ki je presegla 100.000 prodanih enot. Naslednji mesec je skupina izdala njihov drugi japonski singel, Gee, ki je dosegel drugo mesto na Oricon Singles Chart. Gee je postal prvi singel po letu 1980 kakšne dekliške skupine izven Japonske, ki je končal na enem izmed prvih treh mest na Oricon Chart. Gee je najuspešnejši singel skupine na japonskem z 207.000 prodanimi kopijami. Pridobil je tudi miljonski certifikat, ki ga podeljuje RIAJ.
Tretji korejski EP Hoot je izšel oktobra 2010.

### 2011–2012: Japonski uspeh,The Boys, in mednarodna razširitev
Girls' Generation so nadaljevale svoj uspeh na Japonskem s singlom Mr. Taxi / Run Devil Run, ki je izšel aprila 2011. Singel se je ustavil na drugem mestu Oricon Singles Chart in je prejel zlat certifikat RIAJ. Po izdanih treh japonskih singlih so junija 2011 izdale svoj prvi japonski album, imenovan Girls' Generation. Za promocijo albuma so se lotile koncertne turneje, imenovane The 1st Japan Arena Tour, ki se je začela v Osaki 31 maja 2011. Album je požel ogromen uspeh na Japonskem, saj je dosegel prvo mesto na Oricon Albums Chart in je tako postal prvi album tuje dekliške skupine, ki mu je to uspelo. V prvih mesecih prodaje je album Girls' Generation prodal 500.000 kopij in si prislužil dvojni platinasti certifikat.
Tretji korejski studijski album, The Boys, je izšel oktobra 2011. Album je bil izdan tudi v Združenih državah pod okriljem Interscope Records. V želji po globalni promociji so nastopile na ameriških televizijskih oddajah Late Show with David Letterman 31 januarja 2012 in Live! with Kelly 1 februarja 2012. The Boys je postal najbolje prodajan album leta 2011 v Južni Koreji z 385.348 prodanimi kopijami. Do leta 2015 je bilo prodanih 460.959 kopij, album pa je postal drugi najbolje prodajan album v Južni Koreji v obdobju 2010–2015.
Junija 2012 so Girls' Generation izdale svoj četrti japonski singel, imenovan Paparazzi. Singel je dosegel drugo mesto na Oricon Singles Chart, RIAJ pa mu je dodelil zlat certifikat. Girls' Generation so nato novembra 2012 izdale svoj drugi japonski album, Girls & Peace, ki je prodal 116.963 kopij v prvem tednu prodaje in je dosegel drugo mesto Oricon Albums Chart. Pozneje mu je RIAJ podelil platinast certifikat, album pa je postal 41. najbolje prodajan na Japonskem v letu 2012 z 141.259 prodanimi kopijami.

### 2012–2014:I Got a Boy, globalna prepoznavnost, in odhod Jessice
Decembra 2012 so Girls' Generation izdale singel Dancing Queen—priredba skladbe Mercy, ki jo je leta 2008 izdala britanska pevka Duffy—kot glavni singel njihovega prihajajočega studijskega albuma. Na novoletni dan leta 2013 je skupina izdala četrti korejski studijski album I Got a Boy. Istoimenski naslovni singel je v letu 2013 prodal 1.354.672 digitalnih kopij. Videospot I Got a Boy je osvoji nagrado za video leta na prvih YouTube glasbenih nagradah novembra 2013. Girls' Generation so premagale izvajalce kot so Psy, Justin Bieber, Lady Gaga, Miley Cyrus in One Direction, kar je veljajo za veliko presenečenje.
Februarja 2013 so Girls' Generation odšle na drugo japonsko turnejo, imenovano Girls & Peace: 2nd Japan Tour, ki se je začel v mestu Kobe 9 februarja. Prva svetovna turneja, imenovana Girls' Generation World Tour Girls & Peace, se je odvijala med junijem 2013 in februarjem 2014 in je vsebovala deset koncertov v sedmih azijskih državah.
Četrti korejski EP z imenom Mr.Mr je izšel februarja 2014. EP je bil peti najbolje prodajan album leta 2014 v Južni Koreji, z 163.209 prodanimi kopijami.
Naslovna skladba, Mr.Mr., je prodala 906.962 digitalnih kopij v letu 2014.
Julija 2014 je skupina izdala svoj prvi japonski greatest hits album, imenovan The Best, ki je vseboval prejšne single in štiri nove: Indestructible, Divine, Show Girls, in Chain Reaction. Album je bil dva tedna na prvem mestu Oricon Albums Chart in je prodal 175.000 kopij na Japonskem. Istočasno je skupina imela tudi tretjo japonsko turnejo, znano pod imenom Love & Peace. Začetek turneje je bil v mestu Fukuoka aprila 2014; skupno je skupina nastopila 17-krat v sedmih japonskih mestih. S tremi japonskimi koncerti med 2011 in 2014 so Girls' Generation privabile skupno 550.000 gledalcev, kar je rekord korejskih dekliških skupin.
29 septembra 2014 je Jessica na svojem družbenem omrežju objavila, da je bila izključena iz skupine. S.M. Entertainment je v izjavi potrdil govorice in naznanil, da Jessica ni več članica skupine zaradi neusklajenega osebnega in skupinskega urnika. Girls' Generation so tako nadaljevale kot osemčlanska skupina. Preostalih osem članic je nadaljevalo z aktivnostmi; 9 decembra 2014 so imele koncert v japonski prestolnici, imenovan The Best Live at Tokyo Dome; koncert je bil razprodan in je privabil 50.000 gledalcev. DVD koncerta je izšel aprila 2015.

### 2015–2016:Lion Heart
Girls' Generation so marca 2015 napovedale singel Catch Me If You Can; njihov prvi izdelek kot osemčlanska skupina. Izdana je bila tako korejska kot japonska različica; korejska različica je izšla 10 aprila 2015, japonska pa dva tedna kasneje, 22 aprila 2015.
Skupina je napovedala svoj peti studijski album Lion Heart 12 avgusta 2015. S.M. Entertainment je album izdal teden dni kasneje, 19 avgusta. Album je osvojil vrh na lestvici Gaon Album Chart, in enajsto mesto na japonskem Oricon Albums Chart.
Lion Heart je vseboval tri single—prvi singel Party je izšel julija 2015. Sledila sta Lion Heart in You Think, ki sta končala na četrtem in 30. mestu na lestvici Gaon Digital Chart.
Za promocijo albuma je skupina ustvarila svoj resničnosti televizijski program, imenovan Channel Girls' Generation. Četrta koncertna turneja, Girls' Generation's Phantasia, se je začela 21 novembra 2015 v Seulu. S tem so Girls' Generation postale prva korejska dekliška skupina, ki je imela štiri koncertne turneje. Skupina je hkrati začela tudi svojo četrto japonsko turnejo, ki se je začela 12 decembra 2015 v Nagoji. Decembra 2015 je Gaon Music Chart oznanil, da so Girls' Generation najuspešnejša dekliška skupina leta v Južni Koreji, s prodanimi več kot 398.000 albumi.
Leta 2016 je bila skupina večino časa na premoru. Za deveto obletnico nastanka skupine so avgusta izdale singl z naslovom "Sailing (0805)". Besedilo je napisala članica Sooyoung s poudarkom na odnosu med skupino in oboževalci.

### 2017:Holiday Night
V začetku avgusta 2017, natanko deset let po prvencu, je skupina izdala njihov šesti korejski studijski album, imenovan Holiday Night. Za promocijo albuma je skupina 5. avgusta izvedla koncert, imenovan Holiday to Remember, v olimpijski dvorani v Seulu. Album je pristal na prvem mestu Billboardove World Album Chart lestvice, in na drugem mestu na korejskem Gaon Chart. Album je pravtako presegel njihov album The Boys kot najhitreje prodajan album skupine.

## Podskupina in samostojna dela
Aprila 2012 je S.M. Entertainment oblikoval podskupino, imenovano TTS (znano tudi kot TaeTiSeo), sestavljeno iz treh članic: Taeyeon, Tiffany, in Seohyun. TTS so izdale tri EP-je: Twinkle (maj 2012), Holler (september 2014), in Dear Santa (december 2015).
Leta 2015 je S.M. Entertainment najavil, da bo Taeyeon prva članica, ki bo nastopila kot samostojen izvajalec. Njen prvi EP, imenovan I, je izšel 7 oktobra 2015. Najvišja uvrstitev EP-ja na Gaon Album Chart je bila drugo mesto, hkrati pa je bil tudi 16. najbolje prodajan album leta 2015 v Južni Koreji z več kot 119.500 prodanimi kopijami. Maja 2016 je kot samostojen izvajalec debitirala še Tiffany z EP-jem I Just Wanna Dance.

## Umetnost

### Glasbeni slog
Glasbeni slog Girls' Generation je pretežno bubblegum pop in elektropop. Zgodnji singli, kot so Gee, Tell Me Your Wish (Genie) (2009), in Oh! (2010) so opisani kot »ljubek« bubblegum pop; Gee vsebuje tudi elemente techna in hip-hopa. Kljub temu se je glasbeni stil skupine skozi leta močno razlikoval; Anzhe Zhang iz univerze v New Yorku je zapisala, da kljub dejstvu, da se slog skupine šteje kot »mainstream« v Južni Koreji, je skupina »zrasla kot zvočno bolj eksperimentalna«. Glasbeni menedžer Robert Poole je glasbo Girls' Generation opisal kot »nalezljiv pop«.
Njihov singel iz leta 2011, The Boys, je slogovno bolj »zrel« in odstopa od »ljubkega« sloga, po katerem je skupina znana; vsebuje elemente hip-hopa, zvrsti, ki je skupina pred tem še ni izvajala. Njihov singel iz leta 2012, Dancing Queen (priredba skladbe Mercy britanske pevke Duffy), vsebuje elemente funka. Singel I Got a Boy iz leta 2013 vsebuje različne zvrsti električnega glasbenega sloga, vse od bubblegum popa, elektropopa in drum and bass, pa vse do pop rapa, elektronske plesne glasbe in dubstepa.
Extended play Mr.Mr., ki je izšel leta 2014, vsebuje elemente R&B-ja z kul in preprostimi melodijami. Heather Phares iz AllMusic je EP opisal kot tradicionalno K-pop skladbo z elementi hip-hopa, elektronske plesne glasbe, in evropopa iz poznih osemdesetih. Album Lion Heart, ki je izšel leta 2015, je prinesel povratek bubblegum popa, ki je zaščitni znak skupine; izjema je njihov tretji singel You Think, ki je hip-hop skladba in vključuje elemente trapa.

### Besedila in teme
Čeprav so večino besedil za skladbe napisali tekstopisci po naročilu agencije S.M. Entertainment, so nekatere članice občasno sodelovale pri besedilih. Yuri je napisala besedilo za skladbo Mistake iz njihovega EP-ja Hoot. Sooyoung je napisala besedilo za How Great Is Your Love iz albuma The Boys. Sooyoung, Yuri, in Seohyun so napisale besedili za skladbi Baby Maybe in XYZ iz albuma I Got a Boy.
Glavne besedilne teme skupine, kot je povzel Chris True iz spletne strani »AllMusic«, so »dance party« in »girls night out«. Nekatere skladbe so bile kritizirane s strani zahodnih medijev, saj ne predstavljajo ženske enakopravnosti, ampak spodbujajo ravno nasprotno. Ceejay Lee iz feminističnega magazina Fem je označila teme korejskih dekliških skupin, kot sta Wonder Girls ali Girls' Generation, kot generične in seksistične.
Soyoung Kim, urednik pri The Harvard Crimson, je oznanil, da je »prikaz žensk v K-popu problematičen« in hkrati izpostavil sladbo Gee kot primer; ponavljajoče se besedilo »어떻게? (kaj naj storim?)«, »바보 (tepka)«, ali »몰라 (ne vem)« nakazujejo na to, da so dekleta »otroci brez pameti«, ki »same sebe poneumljajo« samo zato, da bi pritegnile partnerja. Dodatno je navedel skladbo I Got a Boy kot primer ženske neenakopravnosti, z verzi kot so »Imam fanta, on je super / Imam fanta, ki je prijazen / Imam fanta, čednega fanta, ukradel mi je srce [...] Moj princ! / Kdaj me boš rešil?«; Kim je prišel do zaključka, da se »ženski K-pop izvajalci orientirajo okoli moških v želji pridobiti pozornost.« Kljub kritikam pa so nekatere skladbe, kot so Run Devil Run, Hoot, in Bad Girl bile pohvaljene za prikaz »mladih samozavestnih žensk s svojim lastnim mnenjem«, v nasprotju z njihovimi starejšimi singli. Njihov singel The Boys vsebuje feministično tematiko in je primerljiv s singlom Run the World (Girls) ameriške pevke Beyoncé.

### Podoba
Girls' Generation so znane po spreminjanju njihovega modnega stila in odrskih nastopov skozi kariero. V zgodnjih letih je skupina nastopala v uniformah; v njihovem prvem singlu Into the New World so se predstavile kot srednješolke. Leta 2009 je skupina postavila modne trende z oprijetimi kavbojkami med nastopi za skladbo Gee. Kasneje so se odločile za podobo z mornariškim pridihom, ki je vsebovala mornariško uniformo in kratke hlače, ki so poudarile njihove noge v skladbi Tell Me Your Wish (Genie). Leta 2010 je podoba skupine postala bolj raznolika; za skladbo Oh! so uporabile koncept navijačic, medtem ko je njihova podoba za skladbo Run Devil Run presedlala na temačen koncept. Pozneje istega leta se je skupina preoblikovala v »Bondova dekleta« za njihovo skladbo Hoot. Leta 2011 je skupina predstavila podobo »junakinj«, s katero si je vsaka članica lahko sama izbrala podobo po svojem okusu namesto nastopanja v uniformah. Podoba za skladbo I Got a Boy leta 2013 je vsebovala uporabo ravnih čevljev namesto čevljev z visoko peto za lažjo izvedbo plesne koreografije. Njihova singla iz leta 2015, Catch Me If You Can in You Think, sta vsebovala bolj zapleteno koreografijo in bolj »močno« in »seksi« podobo.
Podoba Girls' Generation je pogosto poimenovana kot »nedolžna«, njihovi odrski nastopi pa so opisani kot »mladostni« in »barviti«. Ceejay Lee iz feministične revije Fem je oznanila, da skupinska oprava pogosto razkriva njihove noge, in ne »dekolteje ali zadnjice«. Eun-Young Jung je v knjigi The Korean Wave razčlenila skupinsko podobo v dve glavni kategoriji, in sicer »nedolžna, ljubka, vesela« (zgodnji singli, kot so Gee, Genie, in Oh!) in »bolj odrasla, vendar ne preveč seksi, ženstvena« (kasnejši singli, kot so Run Devil Run in Hoot). Pisec za Korejsko kulturno in informacijsko službo je skupinsko podobo opisal kot »seksi« in »dekliško«, in jih poimenoval kot »boginje, ki se jim je težko približati«.

## Vpliv na kulturo in zapuščina
Girls' Generation se obravnavajo kot pomemben lik v kulturi Južne Koreje in razširitvi t.i. »korejskega vala«. V Južni Koreji se obravnavajo kot vodilna dekliška skupina, ki so preusmerile pozornost nazaj na dekliške idole, potem ko je bil med letoma 2002 in 2007 ogromen priliv fantovskih skupin. Caroline Sullivan, urednica britanskega časnika The Guardian, je skupino označila kot »številko ena med dekliškimi skupinami v Aziji«. Pri CNN so skupino poimenovali kot »državni fenomen« in jih označili kot azijsko različico britanske skupine Spice Girls, medtem ko je modni strokovnjak David Yi skupino opisal kot edini dejavnik, zaradi katerega je K-pop postal ogromen fenomen. Tyler Brûlé iz britanskega časnika Financial Times je skupino izbral kot sedmi najbolj prepoznaven lik korejske kulture, edini glasbeni akt ki je prišel na seznam.
Njihova neizmerna priljubljenost v Južni Koreji je skupini prinesla nazive kot so »državne pevke« in »državna dekliška skupina«. New York Daily News jih je izbral kot eno izmed treh najpomembnejših dekliških skupin zadnjega obdobja, skupaj z Fifth Harmony in Little Mix, kot edino južnokorejsko skupino.
Njihov uspešen singel Gee je bil ključna točka v njihovi karieri. Melon Music je singel označil za »pesem desetletja« in kot eno izmed prvih K-Pop skladb, ki je pridobila mednarodno pozornost; študentje na univerzi Harvard v Združenih državah so skladbo posebej poudarili med njihovim študijem korejske kulture. Skladba je bila tudi ključen dejavnik, zaradi katere se je povečalo poizvedovanje za K-pop na spletnem iskalniku Google od leta 2009 naprej.
Skupina se tudi redno uvršča na Forbes-ov seznam najvplivnejših korejskih zvezdnikov; v letih 2011, 2012, in 2014 so končale na prvem mestu, v letih 2010 in 2013 pa na drugem. V obdobju 2009–2011 je skupina ustvarila 68.8 milijard južnkorejskih wonov prihodkov (51 milijonov evrov), od tega je imela 21.7 milijard wonov (16 milijonov evrov) čistega dobička. V prvi polovici leta 2014 je skupina imela 30.3 milijard wonov dobička (23 milijonov evrov). Na Japonskem je skupina v letih 2010, 2011, in 2012 pridelala 12 milijard, 71 milijard oz. 55 milijard wonov.
Girls' Generation so nabrale številne nagrade in dosežke. Do leta 2012 so prodale preko 30 milijonov digitalnih singlov in 4.4 milijone albumov. Njihove K-pop skladbe so splošno priznane kot najprepoznavnejše: Pitchfork Media je skladbi I Got a Boy in Gee uvrstil na seznam dvajsetih ključnih K-pop skladb. Spin Magazine je skladbi Run Devil Run in Gee označil kot enajsto oz. peto najpomembnejšo K-pop skladbo, medtem ko je WatchMojo.com skladbo Gee uvrstil na drugo mesto na seznamu desetih najbolj ikoničnih K-pop skladb. Girls' Generation so edina dekliška skupina na svetu, ki je prejela več kot 100 milijonov ogledov za štiri različne videospote na YouTube. Po Billboardovi statistiki so Girls' Generation dekliška skupina z največ nastopi na koncertnih turnejah; med leti 2013 in 2016 so imele 65 nastopov, njihova druga japonska turneja pa je prinesla največji dobiček med vsemi korejskimi dekliškimi skupinami. Skupina je dvakrat osvojila nagrado Digital Daesang in enkrat Disk Daesang na podelitvi Golden Disc Awards; s tem so postale edina dekliška skupina, ki je glavno nagrado osvojila tri leta zapovrstjo. Dvakrat so osvojile tudi nagrado Daesang na Seoul Music Awards, leta 2011 pa so bile izbrane za azijskega izvajalca leta na Asian Music Awards.

## Članice
| Umetniško ime | Umetniško ime | Polno ime                            | Polno ime          | Datum rojstva      | Kraj rojstva  |
| Romanizirano  | Hangul        | Romanizirano                         | Hangul             | Datum rojstva      | Kraj rojstva  |
| ------------- | ------------- | ------------------------------------ | ------------------ | ------------------ | ------------- |
| Taeyeon       | 태연          | Kim Tae-yeon                         | 김태연             | 9. marec 1989      | Džeondžu      |
| Sunny         | 써니          | Lee Soon-kyu                         | 이순규             | 15. maj 1989       | Orange County |
| Tiffany       | 티파니        | Stephanie Young Hwang Hwang Mi-young | 스테파니 황 황미영 | 1. avgust 1989     | San Francisco |
| Hyoyeon       | 효연          | Kim Hyo-yeon                         | 김효연             | 22. september 1989 | Inčeon        |
| Yuri          | 유리          | Kwon Yu-ri                           | 권유리             | 5. december 1989   | Gojang        |
| Sooyoung      | 수영          | Choi Soo-young                       | 최수영             | 10. februar 1990   | Gvangdžu      |
| Yoona         | 윤아          | Im Yoon-ah                           | 임윤아             | 30. maj 1990       | Seul          |
| Seohyun       | 서현          | Seo Joo-hyun                         | 서주현             | 28. junij 1991     | Seul          |

### Nekdanje članice
| Umetniško ime | Umetniško ime | Polno ime                          | Polno ime | Datum rojstva  | Kraj rojstva  |
| Romanizirano  | Hangul        | Romanizirano                       | Hangul    | Datum rojstva  | Kraj rojstva  |
| ------------- | ------------- | ---------------------------------- | --------- | -------------- | ------------- |
| Jessica       | 제시카        | Jessica Sooyoun Jung Jung Soo-yeon | 정수연    | 18. april 1989 | San Francisco |

## Diskografija
| Korejski studijski albumi - Girls' Generation (2007) - Oh! (2010) - The Boys (2011) - I Got a Boy (2013) - Lion Heart (2015) - Holiday Night (2017) Extended play (EP-ji) - Gee (2009) - Tell Me Your Wish (Genie) (2009) - Hoot (2010) - Mr.Mr. (2014) | Japonski studijski albumi - Girls' Generation (2011) - Girls & Peace (2012) - Love & Peace (2013) Greatest hits albuma - Best Selection Non Stop Mix (2013) - The Best (2014) |